# Archidiecezja Diamantina

Regional CNBB Leste 2.

Archidiecezja Diamantina.

Archidiecezja Diamantina (łac. Archidioecesis Adamantina) – archidiecezja Kościoła rzymskokatolickiego w Brazylii. Należy do metropolii Diamantina, wchodzi w skład regionu kościelnego Leste II. Została erygowana przez papieża Piusa IX bullą Gravissimum sollicitudinis w dniu 6 czerwca 1854.
28 czerwca 1917 papież Benedykt XV utworzył metropolię Diamantina podnosząc diecezję do rangi archidiecezji.